# صلامبو 7 (باخرة)
الباخرة صلامبو 7 (بالأحرف اللاتينية: Salammbo 7) هي سفينة بضائع تابعة للشركة التونسية للملاحة، صنعت في ألمانيا عام 1997، وبدأت الخدمة في تونس في جوان 1997.